# Here We Go Again: Celebrating the Genius of Ray Charles
Here We Go Again: Celebrating the Genius of Ray Charles  es un álbum en directo del músico estadounidense Willie Nelson y el músico de jazz Wynton Marsalis, publicado por la compañía discográfica Blue Note Records el 29 de mayo de 2011. El álbum, grabado en directo en el Jazz at Lincoln Center los días 9 y 10 de febrero de 2009, contó con la participación de la cantante Norah Jones y es un tributo al pianista y cantante Ray Charles. Fue el segundo álbum de Nelson en colaboración con Marsalis después de Two Men with the Blues, otro álbum en directo grabado en el mismo centro.

## Lista de canciones
| N.º | Título                                       | Escritor(es)                | Duración |  |
| 1.  | «Hallelujah I Love Her So»                   | Don Lanier, Red Steagall    | 4:54     |  |
| 2.  | «Come Rain or Come Shine]» (con Norah Jones) | Harold Arlen, Johnny Mercer | 3:52     |  |
| 3.  | «Unchain My Heart»                           | Teddy Powell, Bobby Sharp   | 5:35     |  |
| 4.  | «Crying Time» (con Norah Jones)              | Buck Owens                  | 4:32     |  |
| 5.  | «Losing Hand»                                | Charles Calhoun             | 5:16     |  |
| 6.  | «Hit the Road Jack» (con Norah Jones)        | Percy Mayfield              | 7:45     |  |
| 7.  | «I'm Moving On»                              | Hank Snow                   | 5:44     |  |
| 8.  | «Busted»                                     | Harlan Howard               | 3:52     |  |
| 9.  | «Here We Go Again» (con Norah Jones)         | Don Lanier, Red Steagall    | 5:10     |  |
| 10. | «Makin' Whoopee» (con Norah Jones)           | Gus Kahn                    | 4:54     |  |
| 11. | «I Love You So Much It Hurts»                | Floyd Tillman               | 2:52     |  |
| 12. | «What'd I Say» (con Norah Jones)             | Ray Charles                 | 6:11     |  |

## Personal
- Willie Nelson – guitarra (1–9, 12), voz (1, 3–9, 11, 12)
- Wynton Marsalis – trompeta, arreglos y voz (6, 8, 12)
- Norah Jones – voz (2, 4, 6, 9, 10, 12)
- Dan Nimmer – piano
- Carlos Henríquez – bajo
- Walter Blanding – saxofón tenor y voz (6)
- Mickey Raphael – armónica
- Ali Jackson – batería y percusión

## Posición en listas
| País           | Lista                 | Posición |
| -------------- | --------------------- | -------- |
| Estados Unidos | Billboard Jazz Albums | 2        |